# 浪漫 (鉄道車両)

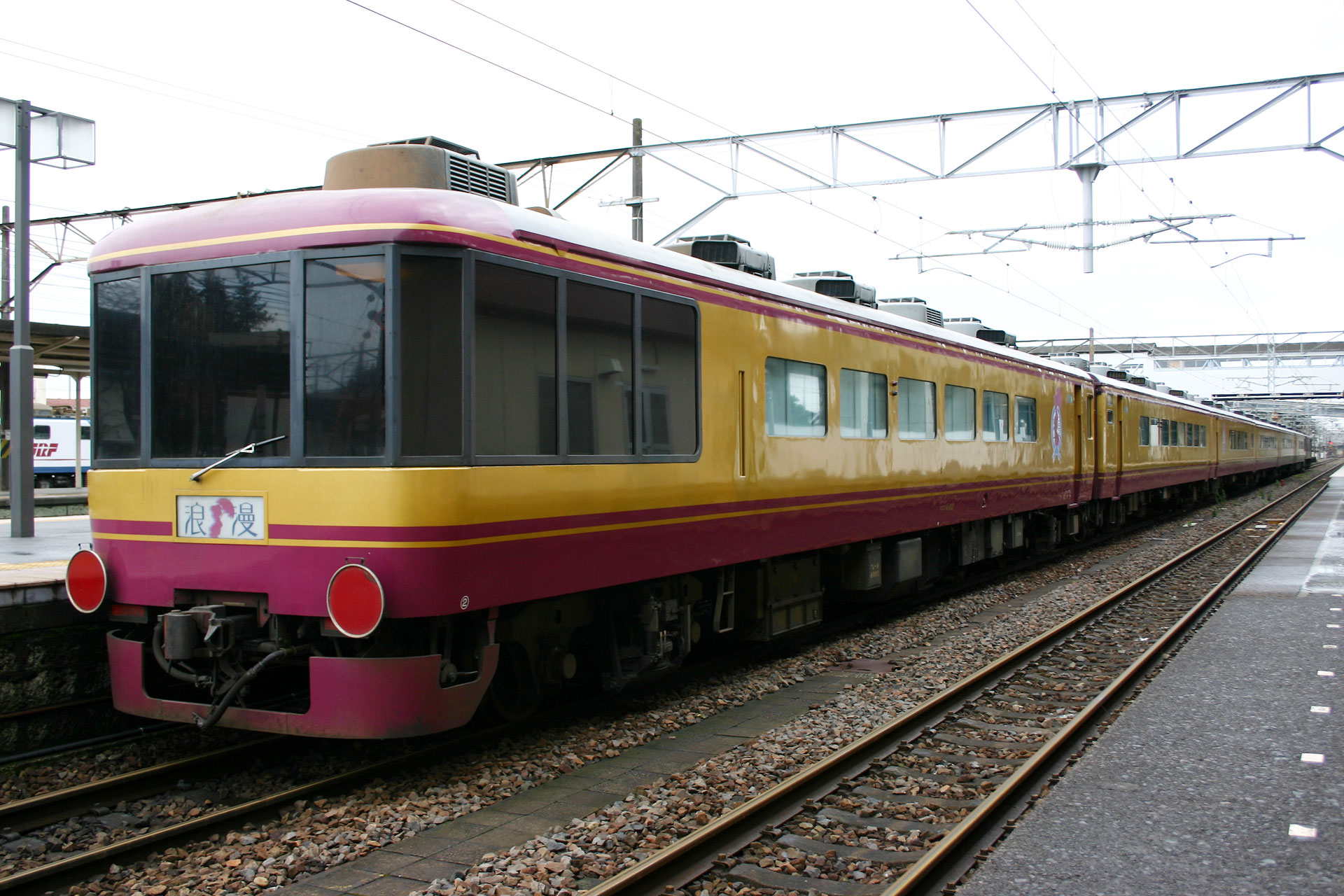
浪漫 （2006年11月27日）

浪漫（ろまん）は、東日本旅客鉄道（JR東日本）が1995年（平成7年）から2007年（平成19年）まで保有していた鉄道車両（客車）で、ジョイフルトレインと呼ばれる車両の一種である。

## 概要
長野支社では12系客車を改造した和式客車の「白樺」を臨時列車・団体列車などの波動用として運用していたが、老朽化および車内設備の陳腐化のため後継となる和式客車として登場したのが「浪漫」である。

### 改造
1995年11月に長野総合車両所（現・長野総合車両センター）で14系客車を種車として、「女性や高齢者でも扱いやすいお座敷列車。何度でも乗車してみたい列車。」というコンセプトで改造された。
車体は、種車の構体を利用したため各車5基ずつ搭載されるAU13A形分散式冷房装置や台車（オロ14形：TR217C・スロフ14形：TR217D）がそのまま流用された。
室内は、和式客車化に合わせて窓や客用扉を埋めるなどの改造が行われた。また「普通車」→「グリーン車」に等級変更されている。これらの改造による車両番号を800番台とした。変更は以下のとおり。
- スハフ14 17・18 → スロフ14 801・802
- オハ14 61・64・65・67 → オロ14 801 - 804

かつて国鉄時代に存在した「みやび」と車号が完全に重複しているが、「浪漫」は「みやび」廃車後の登場のため特に問題とはなっていない。
塗装はブラスゴールドを基調とし側窓の上下がロイヤルブルーとされたが、2000年（平成12年）に畳やファブリック地の交換を主体としたリフレッシュ工事が施工された際にメタリックゴールドとワインレッドに変更された。

### 編成
| 号車番号 | 1            | 2          | 3          | 4            | 5          | 6            |
| 車両番号 | スロフ14 801 | オロ14 801 | オロ14 802 | オロ14 803   | オロ14 804 | スロフ14 802 |
| 車体形状 | 展望・一般車 | 一般車     | 一般車     | ラウンジカー | 一般車     | 展望・一般車 |

1・6号車と中間の4号車の車体側面にはロゴマークが付く。
また、これらとは別にリニューアル工事が施工される2000年以前は、夜行運転時に通常座席での就寝を目的とした、増結用車両のオハ14 62が同色に塗装され、編成中間に組み込まれていた。

### 車両別詳細
| スロフ14 801 |  | スロフ14 802 |
| スロフ14 801 |  | スロフ14 802 |

スロフ14 801（1号車）
スロフ14 802（6号車）
自重37.0t。一般室定員20名。展望部定員9名（フリースペース）。
乗務員室側連結面を編成内側に向け、トイレ・洗面所・出入台を撤去した部分に新造された展望室は、前面・側面を平面ガラス11枚で囲み、ソファーとテーブルを配置。間接照明を採用したフリースペースである。展望室部分の車体下部にはスカートが装備されている。電源装置として青函トンネル・関門トンネルの通過に対応した自動消火装置が装備されたDMF15HZ-G形発電用ディーゼルエンジンとDM93形発電機を床下に搭載し編成全体に給電する。
収納式の掘りごたつを採用。床面を200mm高くした浮床構造の畳敷きに机と椅子を配置し掘りごたつの底部にパネルヒーターを取り付けた。掘りごたつの内部には机と椅子が収納できるようになっており、蓋をすることにより完全にフラットな床面にすることも可能で、これにより定員の増減に対応することができる。
また、通路部にもダンパ内蔵の跳ね上げ式畳を設置している。
添乗員室・更衣室・レーザーカラオケ装置・28インチCRTモニター・冷蔵ショーケース・スリッパ入れ・収納庫・避難はしごなどを装備する。
| オロ14 801 |  | オロ14 804 |
| オロ14 801 |  | オロ14 804 |

オロ14 801（2号車）
オロ14 804（5号車）
自重28.6t。一般室定員32名。
客室内は前述のスロフ14 801・802と同様の掘りごたつを採用している。客室仕切り部には28インチCRTモニターとAV機器・カラオケ装置が設置されており、側窓には障子が取り付けられている。
トイレは種車のトイレを改装しているが和式トイレのままとなっている。種車に片側2扉あった出入口は1扉となり、封鎖された部分に流し台と冷蔵ショーケースが設置されている。
オロ14 802（3号車）
自重28.7t。一般室定員32名。

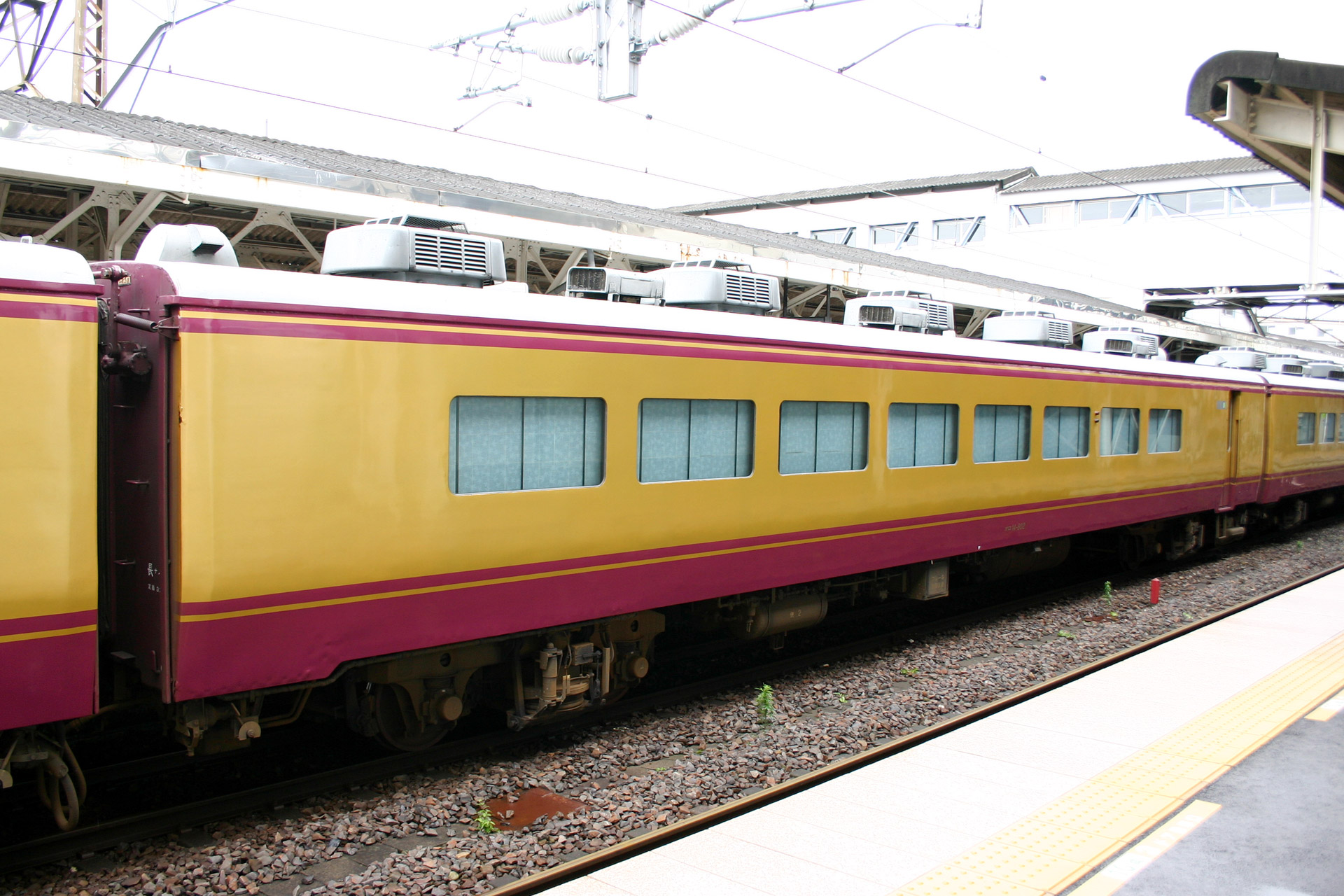
オロ14 802

基本的仕様は前述のオロ14 801・804と同様であるが、トイレが前述の2両が和式のところ本車は洋式トイレに交換しており、また種車の洗面所部分に男子用小トイレを設置したため、洗面所は出入口横のスペースに新設された。
オロ14 803（4号車）

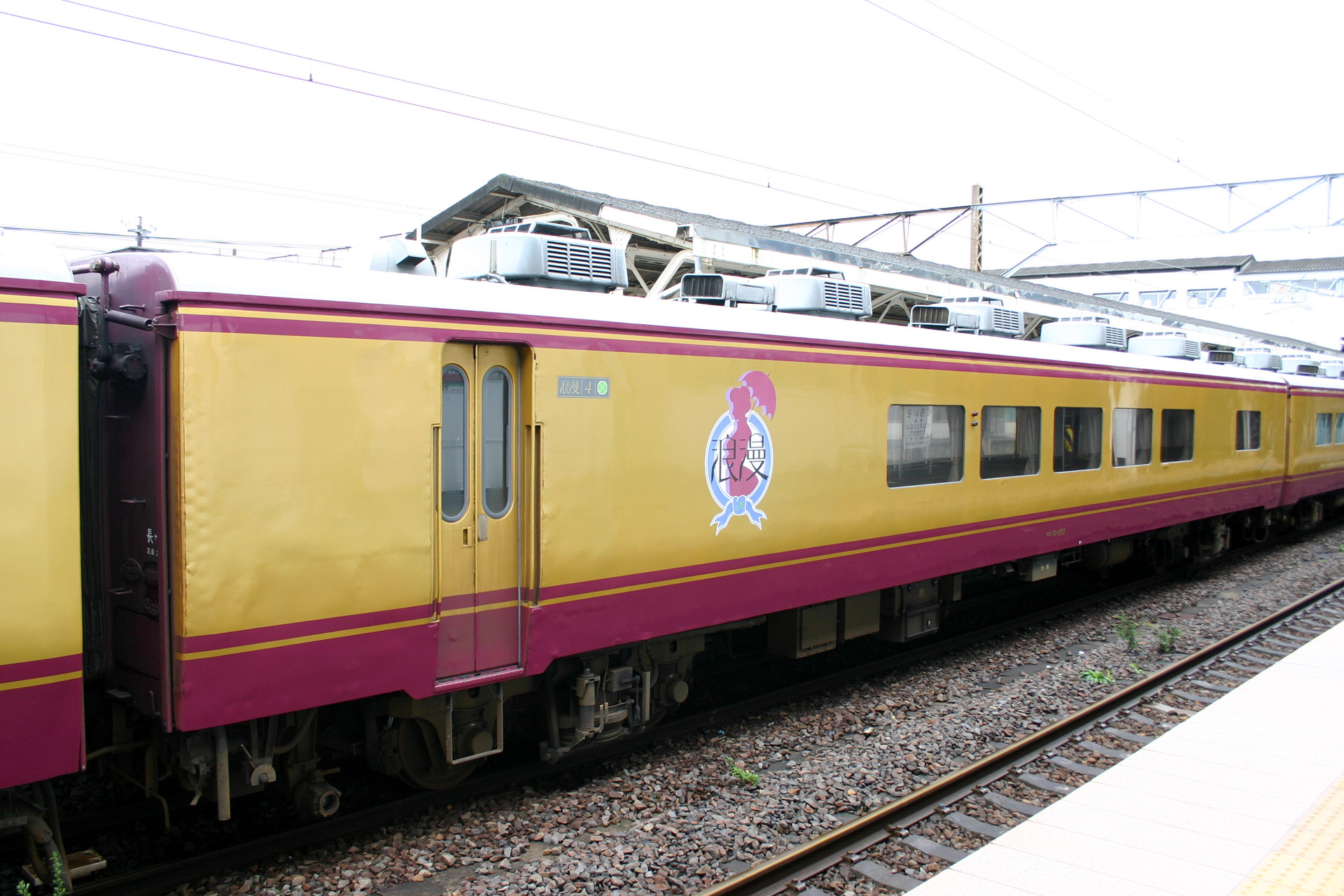
オロ14 803

自重28.7t。ラウンジカー。定員26名（フリースペース）。
畳敷きの他の客室とは違い、じゅうたん敷きとなっている。前位側にミーティングルーム、中央部に多目的ラウンジを配置。後位側には客用扉を挟んでトイレ・洗面所・カード式公衆電話・添乗員室兼更衣室などが配置されている。多目的スペース部の側窓は下方に100mm拡大されており、眺望性が高められている。

## 運用

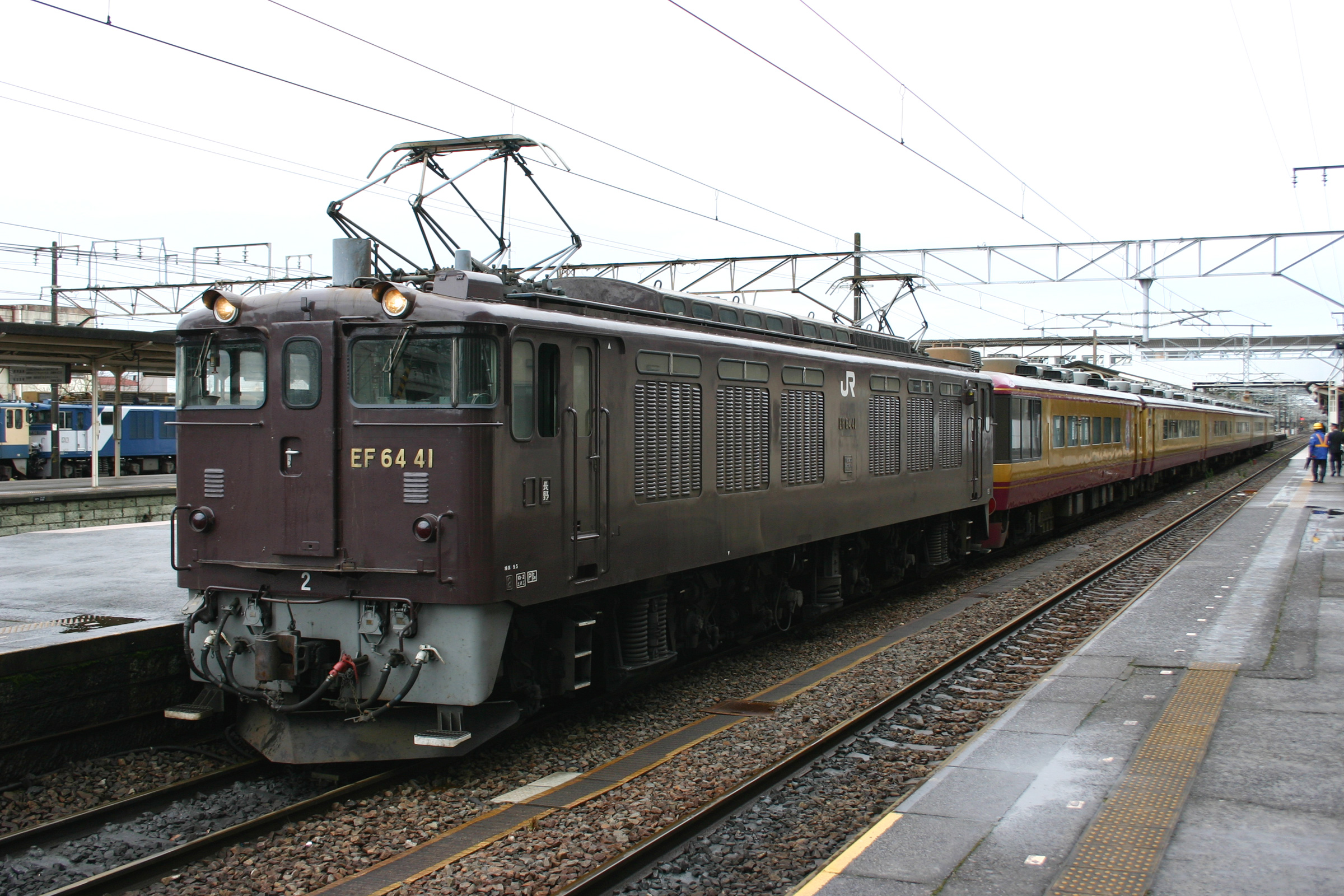
EF64 41に牽引される浪漫

1995年11月17日から営業運転を開始した。落成後も一貫して長野総合車両センターに所属し、長野支社管内の臨時列車・団体列車のみならず他支社にも貸し出された。JR東日本管内のみならず、北は石北本線網走、南は日豊本線経由で鹿児島本線鹿児島中央まで入線した実績がある。この他、北陸本線、高山本線、紀勢本線、参宮線等にも入線したことがある。また、24系と当車を連結して運用されたこともあった。
多客期臨時列車として運用されたことも多く、特に高崎線や上越線で運転された際にはお召し指定機のEF58 61やD51 498が、磐越西線で運転された際にはC57 180が当車を牽引したこともあった。
しかし、老朽化や機関車牽引による運用効率の悪さなどにより後継として485系電車を改造した「彩（いろどり）」が登場し、2007年3月2 - 4日に運転された「長野地区鉄道車両整備号」の運用を最後に廃車となり、同月中に解体された。